# Comuna Novokosteantînivka, Bratske
Novokosteantînivka (în ucraineană Новокостянтинівка) este o comună în raionul Bratske, regiunea Mîkolaiiv, Ucraina, formată din satele Nadejdivka, Novokosteantînivka (reședința), Novopetrivka și Trudoliubivka.

## Demografie
Componența lingvistică a comunei Novokosteantînivka
     Ucraineană (70,78%)
     Rusă (24,35%)
     Română (3,6%)
     Alte limbi (0,14%)
Conform recensământului din 2001, majoritatea populației comunei Novokosteantînivka era vorbitoare de ucraineană (70,78%), existând în minoritate și vorbitori de rusă (24,35%) și română (3,6%).